# 요안 카르디날레
요안 카르디날레(프랑스어: Yoan Cardinale, 1994년 3월 27일 ~ )는 프랑스의 축구 선수이다.